# Ky-Mani Marley
Ky-Mani Marley (ur. 26 lutego 1976 w Falmouth) – jamajski aktor i muzyk wykonujący muzykę reggae. Jest on synem piosenkarza Boba Marleya i mistrzyni tenisa stołowego Anity Belnavis.
Przeprowadził się do Miami w wieku 9 lat. Pierwszy raz Marley zadebiutował jako muzyk w 1996 kiedy stworzył album Like Father Like Son, składający się z coverów kilku piosenek jego ojca. Jego następny album z 1999, The Journey otrzymał wiele dobrych recenzji i osiągnął stosunkowo dobre notowania na liście przebojów. Jego album z 2001, Many More Roads, został nominowany do Grammy za najlepszy album reggae.
Współpracował przy tworzeniu albumów Younga Bucka, Buck the World w utworze „Puff Puff Pass” oraz albumu Ms. Dynamite A Little Deeper.
Ky-Mani zagrał m.in. w filmach Bandziory z 2002 i Jedną miłość z 2003.

## Dyskografia[1]
1. Like Father Like Son (1996)
2. The Journey (2000)
3. Many More Roads (2001)
4. Milestone (2004)
5. Radio (2007)
6. New Heights [Single] (2012)
7. Maestro (2015)
8. Conversation, wspólnie z Gentlemanem (2016)

## Gościnnie
| Rok  | Utwór              | Artysta          | Album                  |
| ---- | ------------------ | ---------------- | ---------------------- |
| 1997 | „Thank You Lord”   | Shaggy           | Midnite Lover          |
| 2000 | „Equality”         | Afu-Ra           | Body Of The Life Force |
| 2002 | „Seed Will Grow”   | Ms. Dynamite     | A Little Deeper        |
| 2007 | „Puff Puff Pass”   | Young Buck       | Buck the World         |
| 2008 | „Natural Mystic”   | Alborosie        | Soul Pirate            |
| 2012 | „Your Love”        | The Dirty Heads  | Cabin by the Sea       |
| 2013 | „Zion Train”       | Alborosie        | Sound The System       |
| 2014 | „Smoke”            | Young Buck       | TBA                    |
| 2014 | „Live Another Day” | Quique Neira     | Un amor                |
| 2015 | „Bajito”           | Jencarlos Canela | Single                 |
| 2015 | „Chillax”          | Farruko          | Visionary              |